# James Hummitzsch Flynn
James Hummitzsch Flynn (Paterson, 8 de agosto de 1907-West Orange, 15 de agosto de 2000) fue un deportista estadounidense que compitió en esgrima, especialista en la modalidad de sable. Participó en los Juegos Olímpicos de Londres 1948, obteniendo una medalla de bronce en la prueba por equipos.

## Palmarés internacional
| Juegos Olímpicos | Juegos Olímpicos      | Juegos Olímpicos  | Juegos Olímpicos  |
| Año              | Lugar                 | Medalla           | Prueba            |
| ---------------- | --------------------- | ----------------- | ----------------- |
| 1948             | Londres (Reino Unido) | Medalla de bronce | Sable por equipos |